# Parasite Eve (роман)
Parasite Eve (яп. パラサイト・イヴ Парасайто Иву, «Паразит „ЕВА“») — название романа Хидэаки Сэны, впоследствии была адаптирована экранизация и манга. Позднее было расширено тремя играми, которые служат продолжением романа.

## Видеоигры
Parasite EveПервая игра в серии, разработанная компанией Squaresoft и выпущенная в 1998 году на игровой консоли Sony PlayStation. Является продолжением романа.
Parasite Eve IIПродолжение оригинальной игры, выпущенной для PlayStation, в Японии в 1999 году и во всем мире в 2000 году.
The 3rd Birthday
Третья игра в серии Parasite Eve, была выпущена в 2010 году для PlayStation Portable. Игра была анонсирована для сотовых телефонов DoCoMo, но впоследствии была подтверждена исключительно для PSP на Tokyo Game Show 2008.